# Історія Щолкіного
Історія міста Щолкіне починається з 1978 року, з заснування міста.

## До заснування міста
На півдні сучасного міста до 1950-х років розташовувалося село Акташ, крим. Aqtaş, що сягало своїм корінням в епоху кіммерійців.
В останній період Кримського ханства Акташ входив до Арабатського кадилика Кефінського каймаканства, перша документальна згадка села зустрічається в Камеральному Описі Криму… 1784 року.
Відповідно до «Списку населених місць Таврійської губернії за даними 1864 року», складеному за результатами VIII ревізії 1864 року, Акташ — кримськотатарське село з 27 дворами, 200 жителями та мечеттю поблизу морського берега.
Згідно зі Списком населених пунктів Кримської АРСР за Всесоюзним переписом 17 грудня 1926 року, в селі Акташ числилося 17 дворів, усі селянські, населення становило 82 особи, з них 75 кримських татар, 5 росіян та 2 українців.
18 травня 1944 року кримські татари були депортовані до Центральної Азії, а 18 травня 1948 року, Указом Президії Верховної Ради РРФСР спустошене село перейменували на Білокам'янку.
Останній раз село згадується у 1952 році.

## Заснування міста
Щолкіне засноване в жовтні 1978 року як майбутнє місто для працівників Кримської АЕС.
Проєктувати АЕС почали у 1968-му, будівництво розпочали у 1975 році. Проєктна потужність Кримської АЕС — 2 ГВт: два енергоблоки по 1 ГВт, з можливістю подальшого нарощування потужності до 4 ГВт. Електрики, що виробляється мало б вистачити на весь Кримський півострів і для нових заводів, які теж планувалося побудувати.
Будівництво Кримської АЕС було розпочато у 1981 році.
16 квітня 1982 р. селищу присвоєне найменування Щолкіне, на честь Кирила Щолкіна, радянського фізика-ядерника, члена-кореспондента АН СРСР.
19 травня 1982 року отримало статус смт.
У 1984 році, на пропозицію тодішнього начальника будівництва Штогріна В. А. слідом за Запорізькою АЕС, будівництво оголошено «Всесоюзним ударним комсомольським». На той час у місті з'явилося близько сотні п'яти- та дев'ятиповерхових будинків, з'явився поділ на мікрорайони (Лісівник, Нептун, Енергетик-2, 2-й, 3-й мікрорайони).
1988-го року на стадії 80%-готовності роботи з будівництва АЕС були призупинені, через небезпеку будівництва в сейсмічній зоні Криму та внаслідок Чорнобильської катастрофи. Вважається, що це найдорожчий недобудований ядерний реактор у світі — на будівництво АЕС було витрачено 500 млн радянських рублів у цінах 1984 року. На складах залишалися матеріали орієнтовно ще на 250 млн рублів
Населення, історичний максимум якого складав 16 тисяч, опинилось фактично без роботи.
У Щолкіному була збудована перша промислова сонячна електростанція у СРСР СЕС-5 в 1985 р. Вона мала потужність 5 МВт, тобто таку ж, як і перший ядерний реактор. За 10 років роботи вона дала 2 000 000 кВт∙год. електроенергії.

## У складі України
З 1991 року місто у складі незалежної України.
18 грудня 1992 року смт Щолкіне офіційно отримало статус міста районного підпорядкування.
В середині 90-х років закрили місцеву сонячну електростанцію СЕС-5.
У 1998—2000 роках створене на базі АЕС дочірнє підприємство «Східно-Кримська енергетична компанія» реалізувало майно станції на суму 2,204 мільйона гривень. У січні 2005 року представництво Фонду майна Криму реалізувало реакторне відділення Кримської АЕС за 1,1 млн гривень.
2011 року тут пройшла 18-та Теріологічна школа-семінар — щорічний форум «Українського теріологічного товариства» НАН України.
У 2013 році міська влада Щолкіного почала вивчати можливість перейменування міста на Казантип — за назвою розташованого поруч мису та історичної назви сусіднього села Мисове.
До окупації місто швидко розвивалося як базовий морський курорт Криму. Поруч зі Щолкіним проводили Музичний фестиваль «Казантип» (до окупації Криму РФ). З 1995 по 1999 роки дискотеки фестивалю «Республіка КаZантип» проводилися в недобудованому машинному залі — турбінному відділенні АЕС.
В 2014 році окуповане Росією.

## В окупації
Влітку 2015 року невідомі вивезли близько 5 тисяч тонн щебеню, пошкодивши частину дамби Акташського водосховища, що призвело до руйнування обвідного каналу водойми.
У лютому 2016 року на засіданні «комітету з майнових та земельних відносин» окупаційного «парламенту Криму» було вирішено розібрати недобудовану АЕС, щоб направити будматеріали для будівництва мосту через Керченську протоку. Того ж року окупаційний «уряд Криму» вирішило списати і знести котельню атомної електростанції.
У лютому 2021 року окупаційний «уряду Криму» прийняв рішенняч про демонтаж недобудованих будівель атомної електростанції в місті. Під знесення потрапили шість об'єктів загальною площею понад 22 тисячі квадратних метрів: дизель-генераторні станції, реакторне відділення, машинний зал з деаераторною етажеркою та приміщеннями електротехнічних пристроїв, а також збудований наполовину фундамент машинного залу і недобудована блокова насосна станція.
У 2023 році у проєкті Постанови Верховної Ради України «Про перейменування деяких населених пунктів Автономної Республіки Крим» місто запропоновано перейменувати на Казан-Тип.
У 2024 році Громадська організація «Євромайдан-Крим» запропонувала Міністерству розвитку громад, територій та інфраструктури України у рамках декомунізації перейменувати місто на честь Героя Небесної Сотні, учасника Євромайдану Сергія Кемського — на місто Кемське.
Невздовзі на громадське обговорення були подані чотири пропозиції щодо перейменування міста Щолкіне, а саме: Сонячне, Кемське, Казан-Тип та Гераклій.